# Gottfried Grimm
Gottfried Grimm (* 6. April 1936) ist ein deutscher CSU-Kommunalpolitiker. Er war von 1972 bis 1990 Landrat des  Landkreises Fürstenfeldbruck.

## Leben
Grimm arbeitete nach dem Jurastudium an der Ludwig-Maximilians-Universität München und den juristischen Staatsprüfungen bei der Regierung von Oberbayern, im Bundeskanzleramt, den Landratsämtern Fürstenfeldbruck und München sowie im Bayerischen Staatsministerium des Innern.
Im Juni 2018 trat er nach genau 50 Jahren aus der CSU aus. Grimm konnte sich nicht mit der Haltung der Parteispitze zur Flüchtlingspolitik identifizieren.

## Landrat
Er trat nach der Wahl im Juni am 1. Juli 1972 das Amt des Landrates in Fürstenfeldbruck an und wurde 1978 sowie 1984 wieder gewählt. Im März 1990 unterlag er gegen Rosemarie Grützner (SPD) und schied mit Ablauf des 30. April 1990 aus dem Amt.
In den 18 Jahren seiner Amtszeit wuchs der Landkreis von 145.000 auf 180.000 Einwohnern, so dass Grimm große infrastrukturelle Herausforderungen zu meistern hatte. Er führte einen Kreisentwicklungsplan ein. Acht Landkreisschulen wurden gebaut oder erweitert, die Gesellschaft für Abfallverwertung und die Müllverbrennungsanlage wurden gegründet. Die Gründung der Ausstellungs- und Veranstaltungs-GmbH wirkt bis heute nach als Ausrichter der FFB-Schau. Im kulturellen Bereich wurde das Bauernhofmuseum Jexhof geschaffen.

## Stadtrat und Ehrenamt
Von 1996 bis 2002 war er als Stadtrat in Fürstenfeldbruck tätig. Auch seither nimmt er Anteil an der Entwicklung, etwa als Vorsitzender des Fördervereins für den Freizeitpark Mammendorf von der Gründung 2010 bis 2013 oder Ende 2014 als Helfer im Asylbewerberkreis Fürstenfeldbruck.

## Privates
Grimm ist verheiratet, hat drei erwachsene Kinder und wohnt in Fürstenfeldbruck.

## Ehrungen
- 1984: Bundesverdienstkreuz am Bande
- 27. September 1990: Ernennung zum Altlandrat